# ZK-383
ZK-383 je čehoslovački automat koju su razvili i dizajnirali braća Josef i František Koucký u tvornici oružja Česká zbrojovka. Proizvodio se u razdoblju od 1938. do 1966. a izvozio u Južnu Ameriku dok je u Izrael prokrijumčarena manja količina ovog automata.

## Povijest
Nakon njemačke okupacije Čehoslovačke i tijekom 2. svjetskog rata, proizvedeno oružje je uglavnom koristio Waffen SS, borbeni ogranak SS-a. U postratnom razdoblju nastavljena je proizvodnja ZK-383 ali u manjoj količini. Četiri godine nakon obustave njegove proizvodnje, ZK-383 se polako počinje povlačiti iz čehoslovačke vojske a zamjenjuju ga manji i laganiji automati poput Škorpiona i Sa vz. 23.

## Dizajn
ZK-383 koristi pištoljsko streljivo 9×19mm Parabellum te je kao automat teško i robusno oružje. Vojna inačica je imala dvonožac, čelični ciljnik i mogućnost zamjene cijevi što je bilo neuobičajneo za automate iz tog vremena. S druge strane, policijski model ZK-383-P nije imao te značajke.
Automat radi po principu otvorenog zatvarača a njegovim uklanjanjem postiže se brzina paljbe od 500 do 700 metaka u minuti. Okvir se postavlja na lijevu bočnu stranu automata kao i na britanskom Stenu. Sigurnosna kočnica je smještena ispred okidača s lijeve strane. ZK-383 je imao pojedinačni i automatski mod paljbe. Kundak automata je izrađen od drva dok je dvonožac sklopiv.

## Inačice
- ZK-383: standardni proizvodni model.
- ZK-383-P: policijska inačica bez dvonošca i mogućnosti zamjene cijevi.[1]
- ZK-383-H: poslijeratna proizvodna inačica također bez dvonošca i odvojive cijevi. Isto tako, ovaj model ima okvir koji je umjesto lijeve bočne strane, postavljen iznad automata.[1]

## Korisnici
- Čehoslovačka: čehoslovačka vojska[2] i policija.[1]
- Bolivija[1]
- Brazil[4]
- Bugarska: zemlja je uvozila ovaj automat do 1970.[4][1][2]
- Izrael: zemlji je iz Čehoslovačke dostavljena velika količina pješačkog oružja i streljiva domaće i njemačke proizvodnje u razdoblju od 1947. do 1949.[3][5]
- Nacistička Njemačka: uglavnom u službi Waffen SS-a.[2]
- Venezuela[4][1][2]

## Vidjeti također
- Beretta Model 38
- Suomi KP/-31
- PPD-40